# Лятно тръшване (1998)
Лятно тръшване (1998) (на английски: SummerSlam) е единадесетото годишно pay-per-view събитие от поредицата Лятно тръшване, продуцирано от Световната федерация по кеч (WWF). Събитието се провежда на 30 август 1998 г. в Медисън Скуеър Гардън, Ню Йорк.

## Обща информация
Основното събитие е мач за Титлата на WWF между Ледения Стив Остин и Гробаря. Остин печели мача след удар под пояса и зашеметител, за да запази титлата. Основният мач на ъндъркарда включва мач със стълби за Интерконтиненталната титла на WWF между Трите Хикса и Скалата, който Трите Хикса печели.

## Резултати
| №                                         | Резултати | Правила                                                    | Време |
| ----------------------------------------- | --- | ---------------------------------------------------------- | ----- |
| 1                                         | Д'Ло Браун (ш) побеждава Вал Винъс чрез дисквалификация | Индивидуален мач за Европейската титла на WWF              | 15:24 |
| 2                                         | Особняците (Гиганта Силва, Голга и Кърган) (с Луна Вашон, Шеги Ту Доуп и Вайълънт Джей) поб. Кайентай (Дик Того, Менс Тейо и Шо Фунаки и Така Мичиноку) (с Ямагучи-сан) | Хандикап мач                                               | 10:10 |
| 3                                         | Екс Пак (с Хауърд Финкъл) поб. Джеф Джарет (с Денис Найт и Марк Кантърбъри)                                                                                             | Мач Коса срещу коса                                        | 11:11 |
| 4                                         | Острието и Сейбъл поб. Жаклин и Марк Меро | Смесен отборен мач                                         | 8:26  |
| 5                                         | Кен Шамрок поб. Оуен Харт (с Дан Севърн) чрез предаване | Мач Бърлогата на лъва                                      | 9:16  |
| 6                                         | Разбойниците на Новото време (Били Гън и Роуд Дог) поб. Менкайнд (ш) | Мач без дисквалификации за Световните отборни титли на WWF | 5:16  |
| 7                                         | Трите Хикса (с Чайна) поб. Скалата (ш) (с Марк Хенри) | Мач със стълби за Интерконтиненталната титла на WWF        | 26:01 |
| 8                                         | Ледения Стив Остин (ш) поб. Гробаря | Индивидуален мач за Титлата на WWF                         | 20:52 |
| - (ш) – указва шампиона/шампионите в мача | |                                                            |       |